# Riina Solman
Riina Solman (ur. 23 czerwca 1972 w Viljandi) – estońska polityk, specjalistka w zakresie komunikacji, urzędniczka i samorządowiec, w latach 2019–2021 minister ds. demografii, od 2022 do 2023 minister administracji publicznej.

## Życiorys
Ukończyła szkołę średnią w rodzinnej miejscowości, a w 1995 studia z zakresu metodologii pedagogiki i nauczania początkowego na Uniwersytecie Tallińskim. Specjalistka w zakresie marketingu i komunikacji, pracowała m.in. w administracji gminy Viimsi, kierowała działem komunikacji w resorcie finansów oraz odpowiadała za marketing w restauracji Olde Hansa. Członkini ugrupowania Związek Ojczyźniany i Res Publica (przemianowanego później na partię Isamaa). Była doradczynią ministra obrony Jaaka Aaviksoo i dyrektor departamentu do spraw PR w resorcie sprawiedliwości. Została też dyrektorem swojej formacji do spraw mediów. Zaangażowała się także w działalność społeczną w ramach instytucji charytatywnej Oleviste Hoolekanne.
W 2013 została po raz pierwszy radną miejską w Tallinnie. W kolejnej kadencji została przewodniczącą frakcji chadeków w radzie estońskiej stolicy. W kwietniu 2019 otrzymała nominację na stanowisko ministra do spraw demografii w drugim rządzie Jüriego Ratasa. Zakończyła urzędowanie wraz z całym gabinetem w styczniu 2021. W lipcu 2022 została ministrem administracji publicznej w powołanym wówczas drugim gabinecie Kai Kallas.
W wyborach w 2023 uzyskała mandat posłanki do Zgromadzenia Państwowego. W kwietniu tegoż roku zakończyła pełnienie funkcji rządowej.